# Kleines Ransbächel
Das Kleine Ransbächel ist ein gut einen Kilometer langer Bach auf dem Gebiet der Ortsgemeinde Lemberg im rheinland-pfälzischen Landkreis Südwestpfalz und ein linker Zufluss des Ransbächel im Südwestlichen Pfälzerwald.

## Geographie

### Verlauf
Das Kleine Ransbächel entspringt auf einer Höhe von etwa 325 m ü. NHN am Nordrand des Naturschutzgebiets Wolfslöcher in einem Wald etwa einen halben Kilometer südöstlich des als Ortsteil  zur Ortsgemeinde Lemberg gehörenden Weilers Kettrichhof.
Der Bach fließt in östlicher Richtung an der Grenze des Naturschutzgebiets an den natürlichen Silikatfelsen des Langen Ecks vorbei und verschwindet dann in den Untergrund.
Er mündet schließlich westlich des 349,3 m hohen Kleinen Stephansbergs auf einer Höhe von ungefähr 275 m ü. NHN unterirdisch verdolt von links in das aus dem Südosten kommende Ransbächel.
Der 1,077 km lange Lauf des Kleinen Ransbächel endet ungefähr 50 Höhenmeter unterhalb seiner Quelle, es hat somit ein mittleres Sohlgefälle von etwa 46 ‰.

### Einzugsgebiet
Das 85,2 ha große Einzugsgebiet des Kleinen Ransbächel liegt im Südwestlichen Pfälzerwald und wird durch es über das Ransbächel, den Salzbach, die Lauter und den Rhein zur Nordsee entwässert.
Fast das gesamte Einzugsgebiet ist bewaldet und die höchste Erhebung ist die Ranschberg mit einer Höhe von 451,4 m im Westen des Einzugsgebiets.

## Naturschutzgebiet Wolfslöcher
Das etwa 90 ha große Naturschutzgebiet Wolfslöcher wurde 1983 unter Naturschutz gestellt.